# NGC 3246
NGC 3246 é uma galáxia espiral barrada (SBdm) localizada na direcção da constelação de Sextans. Possui uma declinação de +03° 51' 45" e uma ascensão recta de 10 horas, 26 minutos e 41,9 segundos.
A galáxia NGC 3246 foi descoberta em 9 de Abril de 1828 por John Herschel.